# Alberto Jorge (piłkarz)
Alberto Mario „Pampa” Jorge Espósito (ur. 1 stycznia 1950 w Villa Maza, zm. 3 września 2024) – argentyński piłkarz występujący na pozycji ofensywnego pomocnika, w późniejszym czasie trener.
Jorge, opisywany jako utalentowany, opanowany i świetny technicznie zawodnik, urodził się i wychowywał w miejscowości Villa Maza, nieopodal granicy z prowincją La Pampa, skąd wziął się przydomek piłkarza. Jego ojciec Tomás był księgowym, natomiast matka Irene gospodynią domową, posiada także siostrę Susanę. Żonaty z Adelą Biscussi, jego dwaj synowie Gastón Paulo i Martín przyszli na świat w meksykańskim mieście León, natomiast trzeci, Mauricio Alberto, zmarł w wieku siedmiu lat. Pierwsze kroki w futbolu stawiał w lokalnym klubie Deportivo Maza, w drużynie seniorów zaczął występować już jako trzynastolatek. W późniejszym czasie uczęszczał do szkoły w Buenos Aires, gdzie za namową ojca udał się na testy do zespołu Club Atlético Atlanta, których jednak nie przeszedł.
Karierę piłkarską Jorge rozpoczął w zespole Racing Club de Avellaneda, w którym występował, zwykle na pozycji rozgrywającego, w latach 1970–1975, zdobywając z nim wicemistrzostwo Argentyny w sezonie Metropolitano 1972. Ogółem w barwach Racingu rozegrał 167 spotkań, wpisując się na listę strzelców 39 razy. W późniejszym czasie za sumę dwunastu tysięcy dolarów przeniósł się do Meksyku, gdzie spędził resztę swojej gry w piłkę. Jego pierwszą drużyną w tym kraju był Club León, w barwach której zadebiutował w meksykańskiej Primera División 2 listopada 1975 w przegranym 0:1 meczu z Zacatepec, natomiast premierowego gola strzelił 4 stycznia 1976 w wygranej 3:1 derbowej konfrontacji z Unión de Curtidores. Kolejną ekipą, której barwy reprezentował, był stołeczny Atlante FC. W 1978 roku odszedł do Tampico Madero FC, gdzie spędził rok, po czym powrócił do klubu León. W 1982 roku podpisał kontrakt z beniaminkiem Primera División, CF Oaxtepec, gdzie w sezonie 1982/1983 został wicekrólem strzelców ligi meksykańskiej, zdobywając 21 bramek w 32 spotkaniach i ustępując w klasyfikacji najskuteczniejszych zawodników jedynie swojemu rodakowi, Norberto Outesowi.
W 1971 roku, jako zawodnik reprezentacji Argentyny, Jorge wziął udział w Igrzyskach Panamerykańskich w Cali, gdzie jego drużyna zdobyła ostatecznie złoty medal na turnieju piłkarskim. W 1978 roku został powołany przez selekcjonera Césara Luisa Menottiego do wstępnej kadry czterdziestu graczy na Mistrzostwa Świata w Argentynie, w których gospodarze ostatecznie triumfowali. Nie znalazł się jednak w ostatecznym składzie na mundial.
Po zakończeniu kariery piłkarskiej Jorge powrócił do Argentyny, gdzie rozpoczął pracę jako trener, początkowo w prowincjonalnych klubach. W 2000 roku po odejściu ze stanowiska Gustavo Costasa na krótko objął swoją macierzystą drużynę, Racing Club de Avellaneda, po czym został ściągnięty przez swojego rodaka i byłego kolegę klubowego z Oaxtepec, Ricardo La Volpe, do meksykańskiego zespołu Deportivo Toluca, gdzie został koordynatorem szkolenia drużyn młodzieżowych. W grudniu 2002, po odejściu Lavolpe do pracy z reprezentacją i rezygnacją jego następcy, Wilsona Graniolattiego, został pierwszym trenerem klubu w kluczowym momencie sezonu Apertura 2002 – przed dwumeczem półfinałowym ligowej fazy play-off. Ostatecznie prowadzona przez niego ekipa dotarła do finału, gdzie po dwumeczu pokonała Morelię łącznym wynikiem 4:2 (0:1, 4:1) i zdobyła mistrzostwo Meksyku. W 2003 roku triumfował za to ze swoją drużyną w najbardziej prestiżowych rozgrywkach północnoamerykańskiego kontynentu, Pucharze Mistrzów CONCACAF. W czerwcu 2003 przedłużył o rok kontrakt z Tolucą, jednak trenerem klubu pozostał jeszcze tylko cztery miesiące, do września, kiedy to został zastąpiony przez Ricardo Ferrettiego, notując z tym zespołem łączny bilans ligowy 17 zwycięstw, 6 remisów i 11 porażek.
W sierpniu 2009 Jorge został trenerem gwatemalskiego zespołu Club Xelajú MC z siedzibą w mieście Quetzaltenango. Prowadził go bez większych sukcesów do marca 2010, kiedy to odszedł ze stanowiska w wyniku konfliktu z zarządem. Tym razem zanotował bilans 16 zwycięstw, 7 remisów i 6 porażek.